# Dryopteris purpurascens
Dryopteris purpurascens är en träjonväxtart som först beskrevs av Bl., och fick sitt nu gällande namn av Christ. Dryopteris purpurascens ingår i släktet Dryopteris och familjen Dryopteridaceae. Inga underarter finns listade.